# فاتیما گالوز
فاتیما گالوز (اسپانیایی: Fátima Gálvez‎؛ زادهٔ ۱۹ ژانویهٔ ۱۹۸۷) تیرانداز زن اهل اسپانیا است.
او در مسابقات کشوری و بین‌المللی در مجموع برندهٔ ۴ مدال طلا، ۳ مدال نقره، ۵ مدال برنز شده‌است.